# Germán Ferreira
Germán Ferreira, vollständiger Name Germán Ferreira Cáceres, (* 4. April 1991 in Minas; † 31. Januar 2022 in Minas) war ein uruguayischer Fußballspieler.

## Karriere
Der 1,84 Meter große Defensiv-Akteur Ferreira gehörte bis Mitte Januar 2011 dem Club Atlético Rentistas an. Von dort wechselte er zum Zweitligisten Plaza Colonia und trug in der Clausura mit zehn Einsätzen in der Segunda División zum Erstligaaufstieg am Saisonende bei. In der Folgespielzeit 2015/16 wurde er in 21 Spielen der Primera División eingesetzt. In der Saison 2016 kam er zehnmal in der Liga zum Einsatz. Jedoch erzielte er kein einziges Ligator. Seit Jahresanfang 2017 setzt er seine Karriere bei Leones Negros de la UdeG in Mexiko fort. Bislang (Stand: 4. März 2017) absolvierte er bei den Mexikanern zehn Ligaspiele (kein Tor).

## Tod
Germán Ferreira wurde am 31. Januar 2022 aus bisher ungeklärten Gründen durch zwei Schüsse getötet.